# Venusia pearsalli
Venusia pearsalli là một loài bướm đêm trong họ Geometridae.

## Hình ảnh

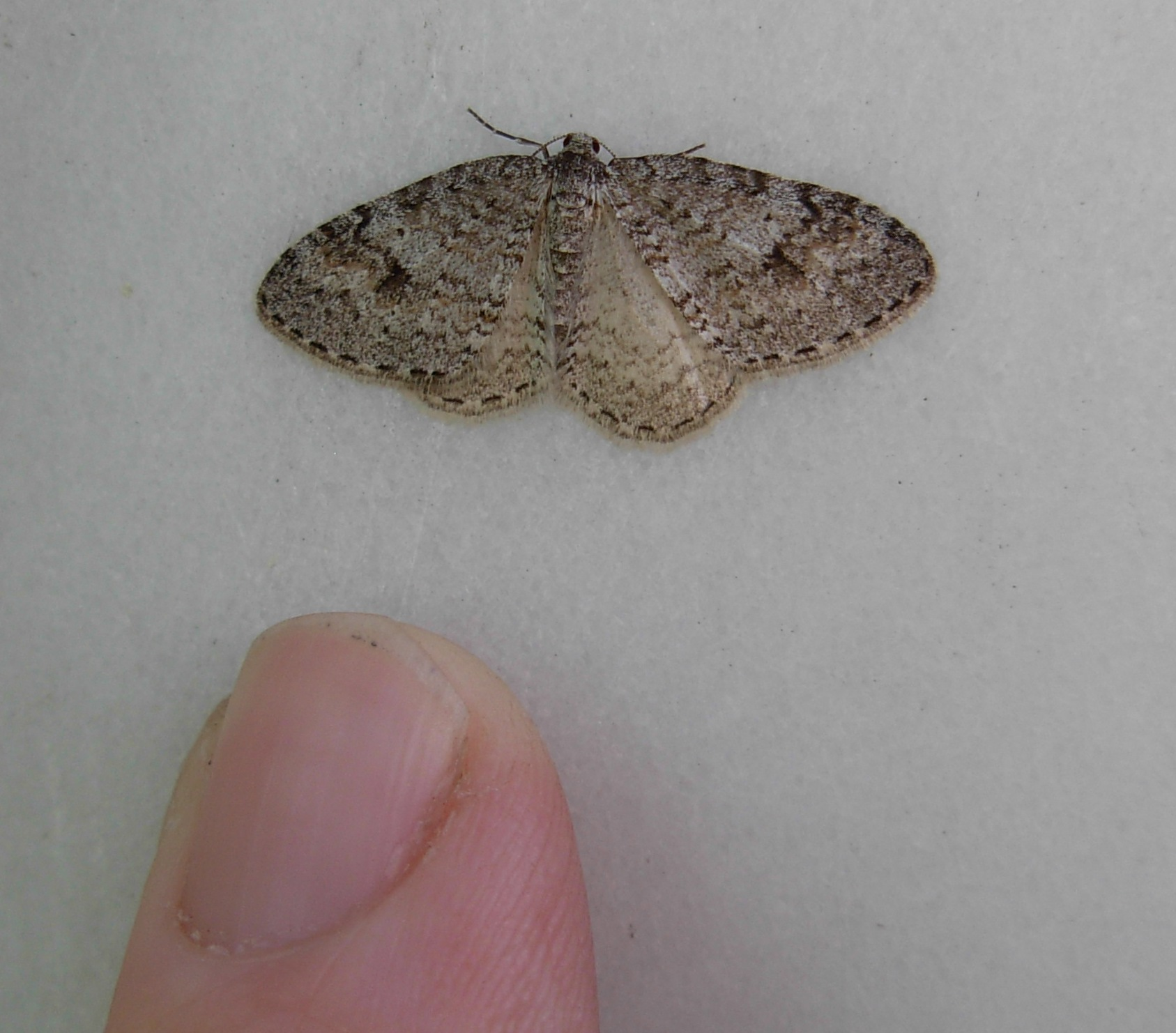